# Droog kaalkopje
Het droog kaalkopje (Deconica castanella, synoniem: Psilocybe apelliculosa) is een schimmel behorend tot de familie Strophariaceae. Deze coprofiele schimmel komt voor in gras- en hooilanden. Het leeft op saprotroof stengels van grassen.

## Verspreiding
In Nederland komt het droog kaalkopje zeer zeldzaam voor. Het staat niet op de rode lijst en is niet bedreigd.